# Джонс, Чэнди
Чэнди Джонс (англ. Chandi Jones; род. 25 марта 1982 года, Уортон, Техас, США) — американская профессиональная баскетболистка, выступала в женской национальной баскетбольной ассоциации. Она была выбрана на драфте ВНБА 2004 года в первом раунде под общим восьмым номером командой «Финикс Меркури». Играла в амплуа атакующего защитника и лёгкого форварда.

## Ранние годы
Чэнди родилась 25 марта 1982 года в городе Уортон (Техас) в семье баскетбольного тренера Дэвида и Дженис Джонс, училась немного южнее в городе Бей-Сити в одноимённой средней школе, в которой выступала за местную баскетбольную команду. Занималась баскетболом с трёх лет. В школе она также выступала за легкоатлетическую команду в прыжках в длину и тройном прыжке.